# Conflicto georgiano-osetio
El conflicto georgiano-osetio es un conflicto étnico-político sobre la ex región autónoma de Georgia, Osetia del Sur, que se desarrolló en 1989 y se convirtió en la guerra de Osetia del Sur 1991-1992. A pesar de que se declaró un alto el fuego y numerosos esfuerzos de paz, el conflicto sigue sin resolverse. En agosto de 2008, las tensiones militares y los enfrentamientos entre Georgia y los separatistas de Osetia del Sur estallaron en la guerra ruso-georgiana.

## Antecedentes y contexto
El conflicto entre Georgia y los osetios se remonta, al menos, hasta 1918. A raíz de la Revolución Rusa, Georgia quedó bajo control menchevique, mientras que los bolcheviques tomaron el control de Rusia. En junio de 1920, fuerzas osetias apoyadas por Rusia atacaron al Ejército de Georgia y la Guardia del Pueblo. Los georgianos respondieron vigorosamente y derrotaron a los insurgentes, con varios pueblos de Osetia incendiados y 20 000 osetios desplazados en la Rusia soviética. Ocho meses después, el Ejército Rojo invadió con éxito Georgia.
El gobierno soviético de Georgia creó el óblast autónomo de Osetia del Sur en abril de 1922 bajo la presión del Kavburo (Oficina Caucásica del Comité Central del Partido Comunista de Rusia). Algunos argumentan que la autonomía fue concedida por los bolcheviques a los osetios a cambio de su ayuda en la lucha contra una Georgia independiente, ya que este territorio nunca había sido un principado independiente anteriormente.
A finales de 1980 se creó la organización nacionalista de Osetia, Adamon Nikhas («Voz del Pueblo»). El 10 de noviembre de 1989 el Soviet Supremo de Osetia del Sur pidió al Soviet Supremo de la República Socialista Soviética de Georgia que el estatus de la región pasase a república autónoma. Sin embargo, esta solicitud fue rechazada el 16 de noviembre y los georgianos sitiaron Tsjinvali el 23 de noviembre de 1989.
Osetia del Sur declaró su soberanía estatal el 20 de septiembre de 1990. En octubre de 1990, las elecciones parlamentarias de Georgia fueron boicoteadas por Osetia del Sur, que celebró elecciones para su propio parlamento en diciembre del mismo año. El 11 de diciembre de 1990, el Parlamento de Georgia aprobó una ley que abolió el estatuto de autonomía de Osetia del Sur. Rusia intervino y se declaró el estado de emergencia en Osetia del Sur.
El 4 de mayo de 1991, el Parlamento de Osetia del Sur declaró su intención de separarse de Georgia y unirse con Osetia del Norte, que se encuentra dentro de las fronteras de la Federación Rusa.

## Periodo postsoviético

### Guerra de Osetia del Sur 1991–1992
En medio de las crecientes tensiones étnicas, la guerra estalló cuando las fuerzas georgianas entraron en la capital de Osetia del Sur, Tsjinvali. Se cree que más de 2 000 personas murieron en la guerra. Los separatistas fueron ayudados por antiguas unidades militares soviéticas, que ya habían estado bajo mando ruso. Aproximadamente 100 000 osetios huyeron de la propia Georgia y Osetia del Sur, mientras que 23 000 georgianos abandonaron Osetia del Sur. Se llegó a un acuerdo de alto el fuego (el Acuerdo de Sochi) el 24 de junio de 1992.
A pesar de que terminó la guerra, no se llegó a un acuerdo sobre la situación de Osetia del Sur. Se creó una Comisión Mixta de Control para la Resolución del Conflicto de Georgia y Osetia y unas fuerzas de mantenimiento de paz, compuesta por tropas rusas, georgianas y osetias. El gobierno de facto de Osetia controló la región de forma independiente de Tiflis. Las actividades de las fuerzas de mantenimiento de paz se concentraron principalmente en la zona de conflicto, que incluyó un área dentro de un radio de 15 km de Tsjinvali.
Los separatistas retuvieron el control sobre los barrios de Tsjinvali, Java, Znauri y partes de Akhalgori. El gobierno central de Tiflis controlaba el resto de Akhalgori y las aldeas georgianas en el distrito de Tsjinvali.
Entre 60 y 100 aldeas Osetias fueron incendiadas, destruidas por las fuerzas Georgianas o abandonadas de otro modo. Varias aldeas fueron objeto de limpieza étnica por parte de las fuerzas Georgianas. Por otra parte, los Georgianos que vivían en el territorio controlado por los Osetios eran un "blanco fácil": las casas ocupadas por Georgianos eran objeto de ataques y saqueos. A pesar de la ausencia de sentimientos separatistas entre los Osetios que vivían en Georgia, la mayoría de los osetios fueron expulsados de Georgia, y los que se quedaron fueron sometidos al terror de los habitantes de Georgi.

### 1992–2003
En 1996, se abrió el mercado Ergneti y pronto se convirtió en el lugar donde los georgianos y osetios del sur negociaron. En 1996, Lyudvig Chibirov ganó las elecciones presidenciales. Un memorando sobre "Medidas para garantizar la seguridad y la creación de confianza" fue firmado en Moscú el 16 de mayo de 1996, que fue considerado como el primer paso hacia un acercamiento entre Georgia y los separatistas de Osetia del Sur. Esto fue seguido por varias reuniones entre el presidente de Georgia, Eduard Shevardnadze, y el presidente de facto de Osetia del Sur, Chibirov. Se reunieron en Vladikavkaz en 1996, en Java en 1997, y en Borjomi en 1998. Estos encuentros dieron lugar a algunos acontecimientos positivos como las conversaciones sobre el regreso de desplazados internos, el desarrollo económico, una solución política a los problemas y la protección de la población en la zona del conflicto.
No hubo confrontación militar durante doce años. Mientras que el proceso de paz estuvo congelado, osetios y georgianos participaron en animados intercambios y un comercio incontrolado. El conflicto no resuelto alentó el desarrollo de tales actividades ilegales como el secuestro, el narcotráfico y el tráfico de armas. Hasta finales de 2003, una serie de funcionarios policiales de Osetia del Sur y Georgia presuntamente participaron en actividades económicas delictivas. Las autoridades de ambos lados cooperaron para beneficiarse del comercio ilegal, al igual que las aduanas rusas y las tropas de paz.

## Episodios bélicos anteriores a 2008

### Recrudecimiento del conflicto en 2004

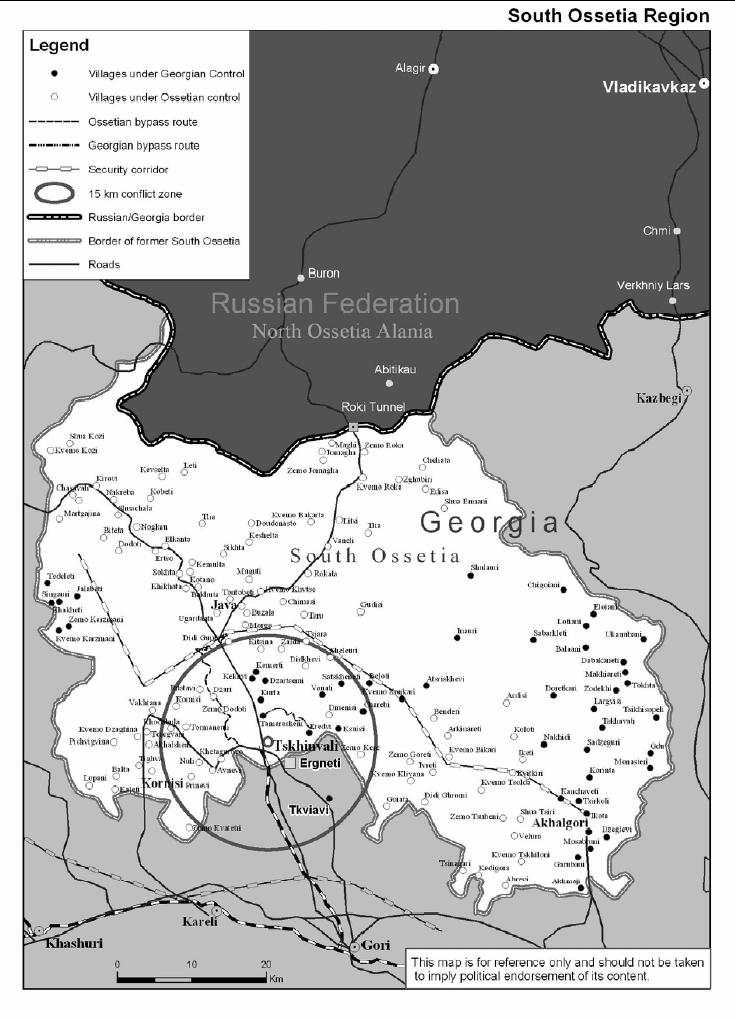
Mapa detallado de Osetia del Sur que muestra los territorios controlados por los secesionistas y las tropas georgianas (noviembre de 2004).

Cuando Mijail Saakashvili fue elegido presidente en 2004, uno de sus objetivos fue conseguir que las regiones separatistas de Georgia volviesen bajo el control central. Uno de los principales objetivos de Saakashvili fue hacer de Georgia miembro de la OTAN, a lo que se oponía Rusia. Tras el éxito en Adjaria, el gobierno del presidente Mijail Saakashvili volvió su atención a Osetia del Sur. En junio, los georgianos cerraron el mercado Ergneti, que era un punto comercial importante para los productos de contrabando. Esto hizo que la situación se volviese más tensa. La administración regional de Georgia comenzó a restaurar la carretera alternativa a Didi Liakhvi.
El 7 de julio, las fuerzas de paz georgianas interceptaron un convoy ruso. Al día siguiente, alrededor de 50 pacificadores georgianos fueron desarmados y detenidos por las milicias de Osetia del Sur. Los pacificadores georgianos capturados fueron puestos en libertad el 9 de julio, con tres excepciones. El 11 de julio de 2004, el presidente georgiano Saakashvili dijo que la "crisis en Osetia del Sur no es un problema entre georgianos y osetios. Es un problema entre Georgia y Rusia".
La Duma Estatal de Rusia aprobó una resolución de apoyo a Abjasia y a los separatistas de Osetia del Sur el 5 de agosto de 2004. La declaración advirtió que Rusia podría involucrarse en el conflicto. Cientos de voluntarios rusos, principalmente cosacos, llegaron a Osetia del Sur para defender al gobierno separatista.

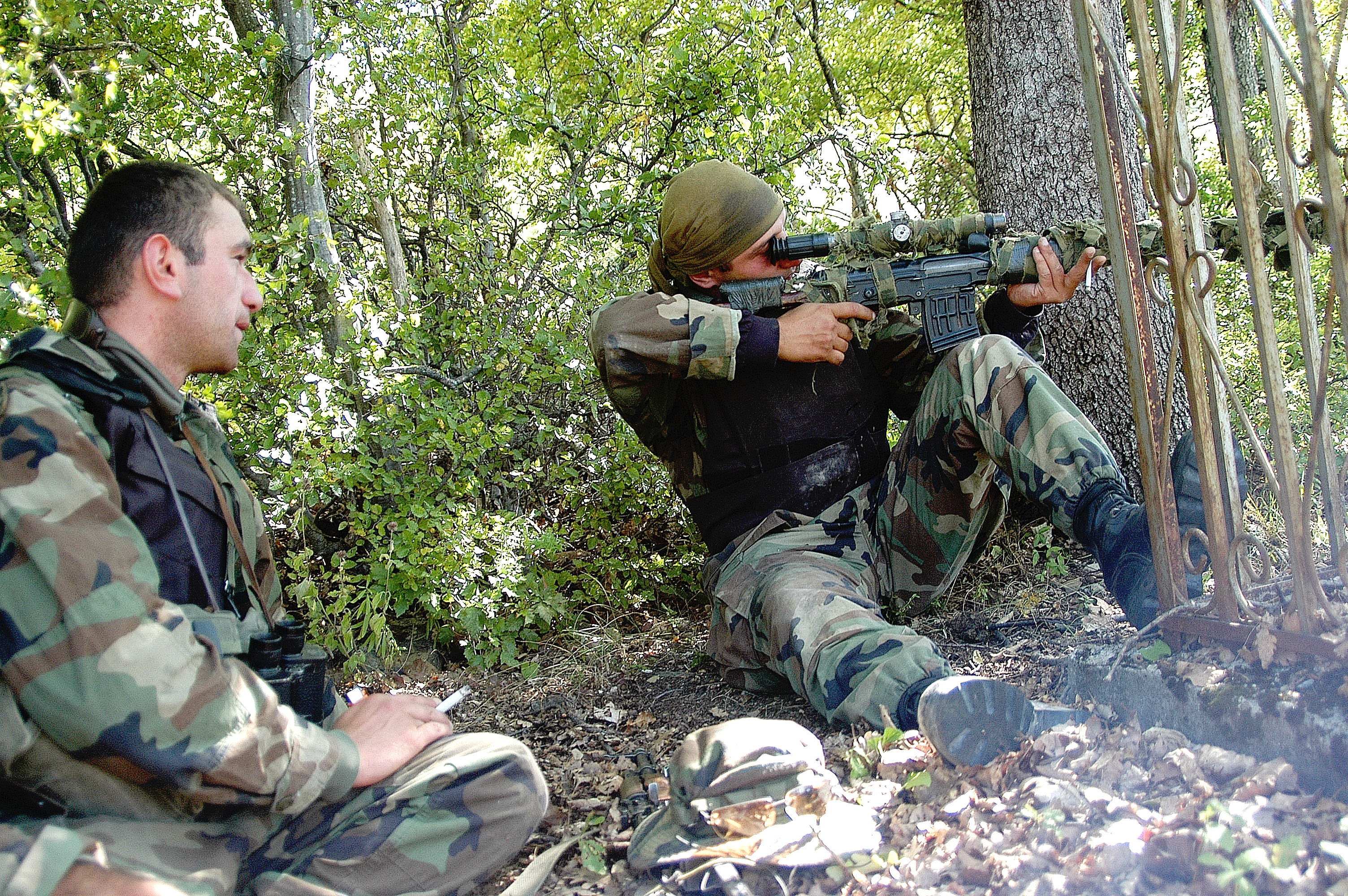
Un francotirador georgiano controlando a un grupo de insurgentes osetios.

Las tensiones aumentaron en la noche del 10-11 de agosto, cuando las aldeas georgianas y de Osetia del Sur en la zona norte de Tsjinvali fueron atacadas y civiles resultaron heridos. Los miembros de las fuerzas de paz de Georgia y de Osetia del Sur estuvieron involucrados en el intercambio de disparos. El 13 de agosto, el primer ministro de Georgia Zurab Zhvania y el presidente de facto de Osetia del Sur Eduard Kokoity acordaron un alto el fuego, que fue violado varias veces por ambos lados. Durante las tensiones en julio y agosto, 17 georgianos y cinco osetios fueron asesinados. En sesiones de emergencia de la JCC, el 17 y 18 de agosto en Tiflis y Tsjinvali, las partes debatieron propuestas de alto el fuego y complejos proyectos de desmilitarización. Al mismo tiempo, se esperó que los combates se reanudasen y utilizasen la tregua para mejorar sus posiciones militares y reforzar las defensas. Se llegó a un acuerdo de alto el fuego el 19 de agosto.
El 24 de agosto, en una entrevista transmitida por la cadena de televisión Imedi, el presidente del Comité de Defensa y Seguridad del Parlamento de Georgia, Givi Targamadze, dijo que el ejército ruso se preparaba para lanzar un ataque en territorio de Georgia, pero la redada se adelantó por la decisión de Saakashvili el 19 de agosto de retirar las fuerzas georgianas de posiciones estratégicas en Osetia del Sur. Targamadze dijo que el gobierno georgiano poseía vídeos grabados en secreto de los preparativos militares rusos cerca de la frontera con Georgia.
En una reunión de alto nivel entre el primer ministro georgiano Zurab Zhvania y el líder de Osetia del Sur, Eduard Kokoity, el 5 de noviembre en la ciudad rusa de Sochi, se alcanzó un acuerdo sobre la desmilitarización de la zona del conflicto. Algunos tiroteos continuaron en la zona después del alto el fuego, al parecer iniciados principalmente por tropas osetias.

### Intentos de paz
El presidente de Georgia, Mijaíl Saakashvili, presentó una idea para la resolución del conflicto de Osetia del Sur en la sesión de la (PACE) en Estrasburgo, el 26 de enero de 2005. Su propuesta incluyó formas más amplias de autonomía, incluyendo una garantía constitucional de un autogobierno local elegido directamente y en libertad.
Saakashvili declaró que el parlamento de Osetia del Sur tendría el control sobre cuestiones como cultura, educación, política social, política económica, orden público, organización de la autonomía local y protección del medio ambiente. Al mismo tiempo, Osetia del Sur podría tener voz en las estructuras nacionales de gobierno, con una garantía constitucional de representación en los poderes judicial, constitucional-judicial y en el Parlamento. Georgia se comprometió a mejorar las condiciones económicas y sociales de los habitantes de Osetia del Sur.
Saakashvili propuso un período de resolución de conflictos de tres años de transición, durante el cual se establecerían fuerzas policiales mixtas georgianas y osetias, bajo la dirección y auspicio de organizaciones internacionales, y las fuerzas de Osetia quedarían integradas gradualmente en las Fuerzas Armadas de Georgia unidas. Saakashvili dijo también que la comunidad internacional debe desempeñar un papel más importante y visible en la solución de este conflicto. La prematura muerte de Zurab Zhvania en febrero de 2005 fue un revés en la resolución del conflicto.

### Sucesos de 2006
El 3 de septiembre de 2006, fuerzas de Osetia del Sur abrieron fuego contra un helicóptero MI-8 georgiano que transportaba al ministro de Defensa de Georgia, Irakli Okruashvili, cuando sobrevolaba el territorio separatista. Aterrizó a salvo en territorio controlado por el gobierno georgiano. Aunque las autoridades de Osetia del Sur informaron que el helicóptero georgiano había entrado en su espacio aéreo y había abierto fuego contra las tropas, pero los georgianos negaron la acusación. Funcionarios de Osetia del Sur confirmaron que sus tropas fueron responsables del ataque, pero rechazaron la afirmación de que el helicóptero hubiese sido atacado debido a que Okruashvili estuviese a bordo. "No estamos interesados en que ni [el presidente de Georgia, Mijaíl] Saakashvili o Okruashvili sean asesinados, ya que nos están ayudando a lograr la independencia", declaró el ministro de Interior de Osetia del Sur Mikhail Mindzayev.
El 31 de octubre de 2006, la policía de Osetia del Sur informó de una escaramuza en el Java, distrito de Georgia en el que mataron a un grupo de cuatro hombres. Las armas incautadas del grupo incluían fusiles de asalto, pistolas, lanzagranadas, granadas y dispositivos explosivos. Otros artículos que se encontraron en posesión de los militantes extremistas fue literatura wahabí, mapas del distrito de Java y juegos de uniformes de pacificadores rusos.
Estos hallazgos llevaron a las autoridades de Osetia del Sur a la conclusión de que los militantes estaban planeando llevar a cabo actos de sabotaje y ataques terroristas. Las autoridades de Osetia del Sur identificaron a los hombres como chechenos del desfiladero de Pankisi. Osetia del Sur acusó a Georgia de la contratación de los mercenarios chechenos para llevar a cabo ataques terroristas en la región. Sin embargo, el gobierno georgiano negó rotundamente su participación en el incidente. Shota Khizanishvili, portavoz del Ministerio del Interior de Georgia, supuso que el incidente podría estar relacionado con "conflictos internos en Osetia del Sur".
El 12 de noviembre de 2006 tuvieron lugar en Osetia del Sur elecciones presidenciales y un referéndum. La parte de la región controlada por los separatistas reeligieron a Eduard Kokoity como presidente de facto y se votó por la independencia de Georgia. En las zonas bajo control de Georgia, la oposición osetia organizó encuestas rivales que elegían a Dmitri Sanakoyev como presidente alternativo y votó a favor de las negociaciones con Georgia sobre un futuro acuerdo federal. El gobierno pro georgiano nunca fue capaz de atraer un apoyo significativo de las autoridades separatistas.

### Sucesos de 2007
El 29 de marzo de 2007, el Ministerio de Relaciones Exteriores ruso advirtió en un comunicado que el plan de Tiflis para establecer una unidad administrativa temporal en la parte de la separatista Osetia del Sur sería "romper una situación ya frágil". El 10 de mayo de 2007 Dmitri Sanakoyev fue nombrado como jefe de la Administración Provisional de Osetia del Sur por el Presidente de Georgia. Al día siguiente, Sanakoyev se dirigió al Parlamento de Georgia, destacando su visión del plan de resolución de conflictos. En respuesta a los separatistas de Osetia del Sur aplicó un bloqueo masivo de aldeas georgianas en la zona del conflicto y Eduard Kokoity exigió la retirada de las tropas en tareas especiales georgianas y el gobierno interino de Osetia del Sur, encabezado por el "presidente alternativo" Dmitri Sanakoev.
El 24 de julio de 2007 Tiflis celebró su primera comisión estatal para definir el estatus de Osetia del Sur en el estado de Georgia. Presidido por el primer ministro georgiano, Zurab Noghaideli, la Comisión incluyó parlamentarios georgianos, representantes de la comunidad de Osetia en Georgia y representantes de varias organizaciones de derechos humanos de Georgia. Las conversaciones se llevaron a cabo con la administración de Sanakoev. Los partidarios de Sanakoyev lanzaron una campaña contra Kokoity llamada "Kokoity Fandarast" ("Adiós Kokoity" en idioma osetio).
El 6 de agosto de 2007, un misil cayó, pero no explotó, en el pueblo de Tsitelubani, a unos 65 km de Tiflis. Funcionarios georgianos dijeron que la aviación de ataque ruso, un SU-24 Fencer, violó su espacio aéreo y disparó un Raduga Kh-58, un misil antiradar guiado tácticamente. Rusia negó las acusaciones. El grupo de especialistas de defensa de los Estados Unidos, Suecia, Letonia y Lituania declaró el 15 de agosto que el avión voló del espacio aéreo ruso al georgiano y regresó tres veces.

## La guerra de Osetia del Sur de 2008
Las tensiones entre Georgia y Rusia comenzaron en abril de 2008. Los separatistas de Osetia del Sur cometieron el primer acto de violencia cuando volaron un vehículo militar de Georgia el 1 de agosto, hiriendo a cinco soldados de paz georgianos. Durante la noche, los francotiradores georgianos tomaron represalias atacando los puestos de control fronterizos de Osetia del Sur. Separatistas osetios comenzaron a bombardear aldeas georgianas el 1 de agosto, con una respuesta esporádica de pacificadores georgianos y otros combatientes de la región.
El 7 de agosto, el presidente de Georgia, Mijaíl Saakashvili, pidió un alto el fuego unilateral a las 19.00 hora local. Sin embargo, los separatistas de Osetia intensificaron sus ataques contra aldeas georgianas. Georgia lanzó una operación militar a gran escala contra Osetia del Sur durante la noche el 7-8 de agosto de 2008. De acuerdo con la misión de investigación de la Unión Europea, entre 10 000-11 000 soldados participaron en la ofensiva georgiana en Osetia del Sur en general. La razón oficial fue "restaurar el orden constitucional" en la región.
Después de que los altos de Tsjinvali fuesen asegurados, las tropas georgianas con tanques y apoyo de artillería entraron en la ciudad. El bombardeo georgiano dejó partes de Tsjinvali en ruinas. Según el comandante militar de Rusia, más de diez soldados de paz rusos murieron el 8 de agosto. Ese día Rusia envió tropas oficialmente a través de la frontera de Georgia a Osetia del Sur, alegando que defenderían a ambas fuerzas de paz y a la población civil de Osetia del Sur. Rusia acusó a Georgia de cometer "genocidio". Las autoridades rusas afirmaron que las víctimas civiles en Tsjinvali ascendieron a dos mil. Estas elevadas cifras de víctimas posteriormente fueron revisadas a la baja a 162 víctimas.
En cinco días de combates, las fuerzas rusas capturaron Tsjinvali, hicieron retroceder a las tropas georgianas, y en gran parte destruyeron la infraestructura militar de Georgia mediante ataques aéreos en el interior de la propia Georgia. Las fuerzas rusas y abjasias abrieron un segundo frente al atacar el desfiladero de Kodori, en poder de Georgia. Después de la retirada de las fuerzas georgianas, los rusos ocuparon temporalmente las ciudades de Poti, Gori, Senaki y Zugdidi.
Tanto durante como después de la guerra, las autoridades de Osetia del Sur y de la milicia irregular llevaron a cabo una campaña de limpieza étnica contra los georgianos en Osetia del Sur, con aldeas georgianas alrededor de Tsjinvali destruidas después de que la guerra hubiese terminado. La guerra desplazó a 192 000 personas y aunque muchos fueron capaces de regresar a sus hogares después de la guerra, un año más tarde alrededor de 30 000 personas de etnia georgiana permanecían desplazadas. En una entrevista publicada en Kommersant, el líder de Osetia del Sur Eduard Kokoity dijo que no permitiría que los georgianos regresasen.
A través de la mediación del presidente de Francia, Nicolas Sarkozy, las partes llegaron a un acuerdo de alto el fuego el 12 de agosto. El 17 de agosto, Dmitri Medvédev anunció que las fuerzas rusas iban a comenzar la retirada al día siguiente. El 8 de octubre, las fuerzas rusas se retiraron de las zonas de amortiguamiento adyacentes a Abjasia y Osetia del Sur. El control de las zonas de amortiguamiento fue entregado a la Misión de Observación de la Unión Europea en Georgia.

## Situación tras la guerra de 2008
El 26 de agosto de 2008, Rusia reconoció oficialmente tanto Osetia del Sur y Abjasia como estados independientes. El 4 de agosto de 2009, se informó que las tensiones estaban aumentando antes del primer aniversario de la guerra el 8 de agosto. La Unión Europea instó a "todas las partes, a abstenerse de cualquier declaración o acción que pueda conducir a un aumento de las tensiones en este momento especialmente sensible".